# Costus ulei
Costus ulei är en enhjärtbladig växtart som beskrevs av Ludwig Eduard Loesener. Costus ulei ingår i släktet Costus och familjen Costaceae. Inga underarter finns listade.